# Gonorynchus
Gonorynchus – rodzaj morskich ryb piaskolcokształtnych, obejmujący współcześnie żyjące gatunki z rodziny piaskolcowatych (Gonorynchidae).

## Zasięg występowania
Ocean Indyjski, Spokojny i południowa część Atlantyku.

## Klasyfikacja
Gatunki zaliczane do tego rodzaju:
- Gonorynchus abbreviatus
- Gonorynchus forsteri
- Gonorynchus gonorynchus – piaskolec
- Gonorynchus greyi
- Gonorynchus moseleyi

Gatunkiem typowym jest Cyprinus gonorynchus (G. gonorynchus).